# Mike Waltz
Michael George Glen Waltz (31 januari 1974) is een Amerikaanse politicus, zakenman, auteur en voormalig officier van de Special Forces van het Amerikaanse leger. Hij was de 29e nationale veiligheidsadviseur van de VS en diende sinds het begin van de presidentiële ambtstermijn in 2025 onder president Donald Trump. Op 2 mei 2025 nam hij ontslag. 

## Levensloop
Hij is lid van de Republikeinse Partij en was van 2019 tot 2025 afgevaardigde voor het 6e congresdistrict van Florida. Hij was de eerste soldaat van de Special Forces van het Amerikaanse leger die in het Congres werd gekozen.
Waltz ontving vier Bronze Stars tijdens zijn dienst bij de Special Forces tijdens meerdere gevechtsmissies in Afghanistan, het Midden-Oosten en Afrika. Hij diende in de regering-Bush als directeur defensiebeleid bij het Pentagon en als adviseur terrorismebestrijding voor vicepresident Dick Cheney.
In 2018 werd Waltz verkozen tot het Huis van Afgevaardigden, waarmee hij voormalig ambassadeur Nancy Soderberg versloeg en Ron DeSantis opvolgde, die datzelfde jaar tot gouverneur van Florida werd verkozen. Waltz werd herkozen in 2020, 2022 en 2024, waarbij hij bij beide verkiezingen meer dan 60% van de stemmen behaalde. Hij was voorzitter van de Subcommissie voor Gereedheid van de Huisstrijdkrachten voor het 118e Amerikaans Congres. Waltz werd gezien als een van de meest agressieve leden van het Congres ten opzichte van China. Hij was ervan overtuigd dat de Communistische Partij van China (CCP) in een Koude Oorlog met de VS verwikkeld is. In 2021 was hij het eerste Congreslid dat opriep tot een volledige boycot van de Olympische Winterspelen van 2022 in Peking door de VS. Dit vanwege wat hij omschreef als de genocide en internering van de Chinese Oeigoeren door de CCP en de slavernij, dwangarbeid en interneringskampen in Xinjiang van etnische minderheden in China.
Op 12 november 2024 maakte president Donald Trump bekend dat hij Waltz zou benoemen tot Nationaal Veiligheidsadviseur voor zijn tweede regering. Waltz trad af als lid van het Huis van Afgevaardigden voordat hij op 20 januari 2025 aantrad als Nationaal Veiligheidsadviseur.
In maart 2025 voegde Waltz onbedoeld hoofdredacteur Jeffrey Goldberg van The Atlantic toe aan een Signal-groep die de aanstaande Amerikaanse aanvallen op de Jemenitische Houthi-militie besprak voordat deze publiekelijk bekend waren. Het incident leidde tot zorgen over de nationale veiligheid, aangezien de regelgeving van het Pentagon specifiek het gebruik van Signal en vergelijkbare berichten-apps verbiedt voor het delen van vertrouwelijke informatie. Het is net Waltz die daarvoor verantwoordelijk is als Nationaal Veiligheidsadviseur.
Op 1 mei 2025 zette Donald Trump Mike Waltz uit zijn staf door de aanhoudende kritiek op het door hem veroorzaakte lek op Signal. Hij zou nu Amerikaans ambassadeur van de VN worden.